# Streptomyces toxytricini
Streptomyces toxytricini es una especie de bacteria Gram positiva del género Streptomyces. Produce lipstatina, un inhibidor enzimático de la lipasa pancreática, de la que se deriva el fármaco antiobesidad orlistat.